# 패멀라 애들론
패멀라 애들론(영어: Pamela Adlon, 영어 발음: /ˈædlɒn/, 1966년 7월 9일 ~ )은 미국의 배우, 감독이다. 각본, 제작, 연기를 맡은 FX 코미디 드라마 《루이》(2010-15)를 통해 미국 작가 조합상 코미디 시리즈 부문 각본상을 두 차례 수상하였으며, 프라임타임 에미상에 세 차례 후보로 지명되었다.

## 출연 작품

### 영화
- 그리스 2 (1982)
- 금지된 사랑 (1989)
- 미스터 플라워 (1996)
- 13번째 여인 (2005)
- First Girl I Loved (2016)
- All Square (2018)
- 범블비 (2018) - 샐리 역

### 애니메이션 영화
- 다이노 타임 (2012)

### 텔레비전
- 럭키 루이 (2006, Lucky Louie) - 작가 겸임
- 캘리포니케이션 (2007-14)
- 루이 (2010-15) - 각본, 제작 겸임
- 베러 씽즈 (2016-22) - 기획, 각본, 연출, 총괄 제작 겸임

### TV 애니메이션
- 리세스 (1997-2001)
- 킹 오브 더 힐 (1997-2010)
- 마일로 머피의 법칙 (2016-19)

### 비디오 게임
- 파자마 샘 (1996-2001)